# Mikroszkóp Színpad
A Mikroszkóp Színpad 180 férőhelyes kabarészínház volt Budapesten a VI. kerületben. 1967 októberében nyílt meg a Nagymező utca 22-24. alatt. Mint színház, aktuális politikai kabarékat mutatott be. A Kádár-rendszerben a sajátos, „engedélyezve odamondogató” szocialista politikai kabaré kifejlesztője. Kevés állandó szereplője mellett több vendégszereplővel játszott. A Mikroszkóp Színpad műsoraiból emlékezetesek Komlós János konferanszai, valamint Hofi Géza magánszámai, Boncz Géza szerepei, írásai, de a Markos-Nádas duó pályafutása is itt indult.
A Mikroszkóp Színpad elnevezése a színpad méretére utalt: ez volt Budapest legkisebb színháza.
Első vezetője és alapítója 1967-től Komlós János volt. Főrendezője 1970–1980 között Marton Frigyes, aki 1980-tól 1985-ig igazgatta az intézményt, majd 1985-től őt Sas József követte az igazgatói poszton. 
2012-ben egyesült a Thália Színházzal, majd októberben jogutódlással megszűnt, azóta Mikroszínpad néven, annak részeként működik.

## Története

### Épülete
Az épületet Wabitsch Lujza építette az 1910-es években. A helyiség eleinte a Dorsay Parfümgyárnak, majd 1920-tól a Terézvárosi Kaszinónak, később kártyaklubnak adott helyet, de fennállásának első 30 évében itt működött a Rátkai Klub is.

### Alapítása
Egy önálló kabarészínház megalapítása 1967-ben Komlós János fejében fogalmazódott meg, aki akkor a Népszabadság kulturális rovatvezetője, és a Rádiókabarén és televízión keresztül már országos ismertségű konferanszié volt. Az állampárt felső bizalmi köréhez tartozó Komlós – Aczél György támogatásával – megszerezte a Párttól a jóváhagyást egy önálló kabarészínház alapítására. Hogy színházi jártasságát bizonyítsa, még egy színdarabot is írt Majakovszkijról (3-4 előadást ért meg a Nemzeti Színházban). A színpad nyitó előadását 1967. október 13-án mutatta be, Érem a színházban címen, ami William Shakespeare Lear királyának adaptációja volt.

### A Komlós-korszak (1967–1980)
A Mikroszkóp Színpad első korszakában a műsorok nagy részét a színházigazgató Komlós maga írta és konferálta. Komlós jellegzetes politikai konferanszai adták a műsor keretét, a konferanszok között pedig kabaréjeleneteket adott elő a színésztársulat. Komlós kabaréigazgatóként kivételezetten tájékozott volt: a Mikroszkóp vezetőjeként az MSZMP Központi Bizottságától megkapta a vezetőknek és Népszabadság szerkesztőknek járó napi bizalmas jelentéseket, amire szüksége volt a politikai humor gyártáshoz.
A Mikroszkóp első időszakának fő színészei Harkányi Endre, Gera Zoltán, Soós Edit, Gordon Zsuzsa voltak, Major Tamás, Agárdi Gábor külsős tagként szerepeltek. Komlós a színészek megszerzéséhez szükség esetén a befolyását is latba vetette. A fiatal Harkányit egy vígszínházi előadáson kinézte magának. Szólt a minisztériumban, mire a Vígszínház rendezője, a Pártnál befolyással nem rendelkező, „polgárinak” tartott Várkonyi Zoltán kénytelen volt átengedni Harkányit, aki így drámai szerepek helyett kabarészínész pályára kényszerült. A Shakespeare-kurzus ügye miatt bebörtönzött vígszínházas Gera Zoltánt szabadulása után szintén erős befolyásával élve vette magához.
Főrendezőnek előbb Aczél György kérésére Gál Pétert nevezte ki, de ahogy lehetett, a helyére három év után a gyakorlati munkában addig is segítő Marton Frigyest nevezte ki, akivel tíz éven át, haláláig dolgozott. 1970 táján Marton javaslatára szerződtette az ismeretlen fiatal színészből önálló országjáró hakniműsorai, majd rádiós és televíziós szereplései révén egyre népszerűbbé váló Hofi Gézát, bár Komlós eleinte húzódozott Hofi „alpári humora” miatt. Hofi a társulat meghatározó sztárja lett, fellépései egyértelműen sikeresebbek voltak Komlós konferanszainál. Komlós mégis támogatta Hofit, erősítve a Mikroszkóp sikerét. A Komlós a szűk társasági körével tartott éjszakai vita- és ivópartikon Hofival közösen fejlesztették ki a „közülünk való melós” karakterét, amely idővel Hofi meghatározó stílusjegyévé vált.

### A szocialista politikai kabaré
Komlós nagyívű, szónoklatszerű konferanszokban kezdte a szocialista rendszer gyakorlati működésének bizonyos visszásságait kritizálni, magát a rendszert mindig megvédve. A Rádiókabaré és a Mikroszkóp Színházzal Komlós hozta létre a „szelep rendszerű” politikai kabarét, hozzájárulva közvetve Magyarország legvidámabb barakk jellegéhez. Molnár Gál Péter szerint a Komlós vezette Mikroszkóp egy darabig progresszív szerepet játszott az 1956 utáni dogmatikus viszonyok lazításával. Farkasházy Tivadar szerint „Komlós látszólag bátor dolgokat mondott, de igazából mindig az volt a végkicsengésük, […] hogy tulajdonképpen a rendszer jó, csak vannak buta emberek, és ő a butaság ellen harcol.” „Miközben a folyamatos kádári kiegyezést szolgálta, elhintette azt a hitet, hogy a kabaré hatalomellenes, független és kisemberpárti.” A konszolidálódó politikai feltételek az 1960-as évek végén kedveztek a Rádiókabarénak és a komlósi humornak. Reformkísérletek kezdődtek, növekedni kezdett az életszínvonal, az emberek mindennapi élete komfortosabbá vált. A politikai vezetés lassan rájött, hogy a humor a feszültségek levezetése folytán segíti a rendszer legitimitását és stabilitását, „kinevetni önmagunkat, ez nem szocializmusellenes valami”. Így a pártelitben és a magyar kultúrpolitikában befolyásos vezetők – legfőképpen Aczél György – támogatták Komlós tevékenységét. Az 1970-es évektől Komlós „felülről engedélyezett odamondogatássá” szerepe egyre kevésbé volt hiteles a közvélemény számára, Hofi ugyanakkor sikerei csúcsára jutott az elkövetkező években.
1973-tól itt játszott és vált országosan is egyre ismertebb humoristává Sas József is. Az 1982-es Humorfesztiválon berobbanó Markos-Nádas duót még abban az évben szerződtette a Mikroszkóp, és 1992-ig a színház legsikeresebb fellépőiként szerepeltek, Boncz Gézával kiegészülve.
A színházat 1985-2009 között Sas József vezette.

### A Mikroszkóp a rendszerváltás után
A rendszerváltás után a Sas József által képviselt, a Kádár-rendszerben gyökerező politikai humor légüres térbe került, néhány év után a rendszerváltás első csalódásain igyekeztek Sas vezetésével közéleti kabarét továbbvinni, a társulatnak megfelelően a baloldali-liberális politikai oldalt támogató érzelmi kötődéssel, a rendszerváltás és a „polgári” jobboldal negatívumaira fókuszálva. A műsorok nézettsége tovább csökkent. Ebben szerepet játszott Fábry Sándor és az általa elindított magyar „standup” műfaj új humorista generációjának színre lépése is.
A Mikroszkóp Színpad Kht. 1997-ben, elsők között, még vegyes tulajdonú színházi közhasznú társaságként jött létre, mely a Fővárosi Önkormányzat 51%-os többségi tulajdonában állt.
Miután Sas József direktor 1998 és 2001 között több tízmilliós jövedelmet nem vallott be és sok milliós adó-, illetve járulékfizetési kötelezettségének nem tett eleget – bár később ezt rendezte –, a Fővárosi Ítélőtábla 2009 júniusában jogerősen elítélte. Ezután lemondott és ideiglenesen – öt hónapra – Selmeczi Tibor, az addigi főrendező lett a Mikroszkóp Színpad megbízott igazgatója. 2010. február 1-én a Fővárosi Közgyűlés döntése alapján Verebes István kinevezett igazgató vette át a Színpad vezetését, aki Vida Pétert művészeti vezetőnek, Heilig Gábort pedig zeneigazgatónak kérte fel. Első rendelkezése alapján az intézmény új neve Kabaré 24 lett, társulatáé pedig „A fanyar gárda”. Ám – bár mandátuma 2011. július 31-ig tartott volna – még az év decemberben leköszönt, miután nem talált kiutat az intézmény válságos helyzetéből. Verebes távozása után fél évig Nádas György lehetett a művészeti vezető, mikor is Új Mikroszkóp Színpad lett a neve. 2011-ben az intézmény Szabó Attila – korábbi gazdasági igazgató – ügyvezetői megbízatásával működött. Októberben a főváros egy a Thália Színház és a Mikroszkóp Színpad ügyvezetői munkakörére közös, a két nonprofit társaság 2012-ben lezajló lehetséges egyesülésre vonatkozó megvalósítási koncepciót magában foglaló pályázatot írt ki, melyet Bereményi Géza ügyvezető és Kálomista Gábor menedzserigazgatóként nyertek el 2012. január 1-jétől 2016. december 31-jéig, csapatuk tagja még Herczeg Tamás és Csécs Tamás is.
A Mikroszkóp Színpad 2012. október 1-én megszűnt és a Thália Színház játszóhelye lett Mikroszínpad néven. Bár az új név és a műsor is hordozza a 45 éves önálló kabarészínház emlékét, stúdiószínházi közeggé alakult.

## Igazgatói
- Komlós János (1967-1980) (✝1980)
- Marton Frigyes (1980-1985) (✝2002)
- Sas József (1985-2009) (✝2021)
- Selmeczi Tibor (2009-2010)
- Verebes István (2010)

## Művészek
- Aradi Tibor
- Baranyi László
- Beregi Péter
- Boncz Géza
- Böröczky József
- Farkasházy Tivadar
- Forgács Gábor
- Forró Tamás
- Gálvölgyi János
- Gera Zoltán
- Halász László
- Harkányi Endre
- Havas Henrik
- Heller Tamás
- Hofi Géza
- Juszt László
- Karsai István
- Kokas Piroska
- Komlós János
- Körmendi János
- Lorán Lenke
- Major Tamás
- Markos György
- Markos Zoltán (Defekt Duó)
- Marton Frigyes
- Mester Ákos
- Nádas György
- Nagy Bandó András
- Pécsi Ildikó
- Rácz Mihály (Defekt Duó)
- Sas József
- Selmeczi Tibor
- Sinkó Péter
- Sós Edit
- Szántó Szandra
- Varga Ferenc József
- Verebes István